# David Pocock
David W. Pocock (Gweru, 23 aprile 1988) è un ex rugbista a 15, attivista e politico zimbabwese naturalizzato australiano, in carriera attivo come terza linea ala giocando in Australia e Giappone e internazionale per l'Australia; in ambito sportivo si è segnalato per il suo attivismo contro l'omofobia e fuori dal campo è sostenitore del matrimonio gay e propugnatore di istanze ambientalistiche.
Candidato alle Elezioni parlamentari in Australia del 2022 come indipendente, è stato eletto senatore per il Territorio della Capitale Australiana, iniziando il suo mandato il 21 maggio 2022.

## Biografia
Nato e cresciuto nello Zimbabwe, dove iniziò a giocare a rugby, Pocock paventava un futuro da nazionale sudafricano, ma il trasferimento della sua famiglia in Australia nel 2002 lo condusse alla trafila nelle Nazionali giovanili del suo nuovo Paese di residenza.
Entrato a far parte della franchise di Perth del Western Force, debuttò con essa nel Super 14 2006 non appena compiuti i 18 anni regolamentari per disputare il torneo; a 20 anni, nel novembre 2008, debuttò negli Wallabies contro la Nuova Zelanda a Hong Kong.
Inizialmente terza centro, a metà 2009 divenne titolare nel ruolo di flanker al posto di George Smith; in tale posizione si mise in luce nel Tri Nations 2010.
Fece parte della selezione che si aggiudicò il Tri Nations 2011 e, successivamente, il terzo posto alla Coppa del Mondo di rugby 2011 in Nuova Zelanda.
A fine Super Rugby 2012 Pocock firmò un impegno triennale con i Brumbies di Canberra a partire dalla stagione successiva, giungendo alla finale di torneo al primo anno nella nuova squadra, finendo tuttavia sconfitto dagli Chiefs.
Fu, ancora, selezionato per la Coppa del Mondo di rugby 2015, in cui l'Australia fu finalista sconfitta contro la Nuova Zelanda.
Dopo avere declinato alcune offerte provenienti dalla Francia, Pocock rinnovò il suo impegno con gli Brumbies anche per la stagione 2016.
Pocock è noto anche per il suo attivismo: nel 2012 durante un dibattito televisivo trasmesso da ABC si pronunciò in favore della soppressione delle discriminazioni contro gli omosessuali e della legalizzazione del matrimonio egualitario; qualche anno più tardi, nel 2015, denunciò all'arbitro Craig Joubert l'utilizzo di insulti omofobici durante un incontro di Super Rugby da parte di alcuni giocatori; in segno di solidarietà con le coppie omosessuali Pocock e la sua compagna, Emma Palandri, hanno comunicato di non volere registrare legalmente il matrimonio fintantoché l'Australia lo vieta alle coppie dello stesso sesso.
A dicembre 2014 Pocock fu arrestato insieme ad altri 6 manifestanti per avere occupato un sito minerario carbonifero nella contea di Narrabri come protesta per il reiterato utilizzo di combustibili che liberano anidride carbonica nell'atmosfera e l'espansione del sito mediante distruzione di una foresta; l'Australian Rugby Union censurò il comportamento illegale di Pocock che, a detta dei vertici federali, costituiva fonte di imbarazzo per il rugby nazionale.

## Attività politica
Nel 2022 si è candidato, come indipendente, alle elezioni parlamentari in Australia. È risultato il primo indipendente eletto per il territorio di Canberra, diventando così senatore. Tra i principali punti del suo programma politico vi sono la lotta alla corruzione, il ripristino del diritto all'Eutanasia e un aumento degli investimenti sulle Energie rinnovabili.